# دینا اسکلسن
دِینا اسکلسن (انگلیسی: Dana Eskelson؛ زادهٔ ۶ فوریهٔ ۱۹۶۵) بازیگر اهل ایالات متحده آمریکا است.

## گزیدهٔ نقش‌آفرینی‌ها

### سینما
- نیمه‌شب گذشته (۱۹۹۱)
- مجردها (۱۹۹۲)
- به آقا، با عشق ۲ (۱۹۹۶)
- شجاع (۲۰۰۷)
- مردان کمپانی (۲۰۱۰)
- عمارت کلد کریک[۱] (۲۰۰۳)
- داستان واقعی[۲] (۲۰۱۵)

### تلویزیون
- نظم و قانون: قصد جنایی (۲۰۰۴)
- نظم و قانون (۲۰۰۵)
- نظم و قانون: واحد قربانیان ویژه (۲۰۰۶)
- همسر خوب (۲۰۱۳)